# 융커스 J 1

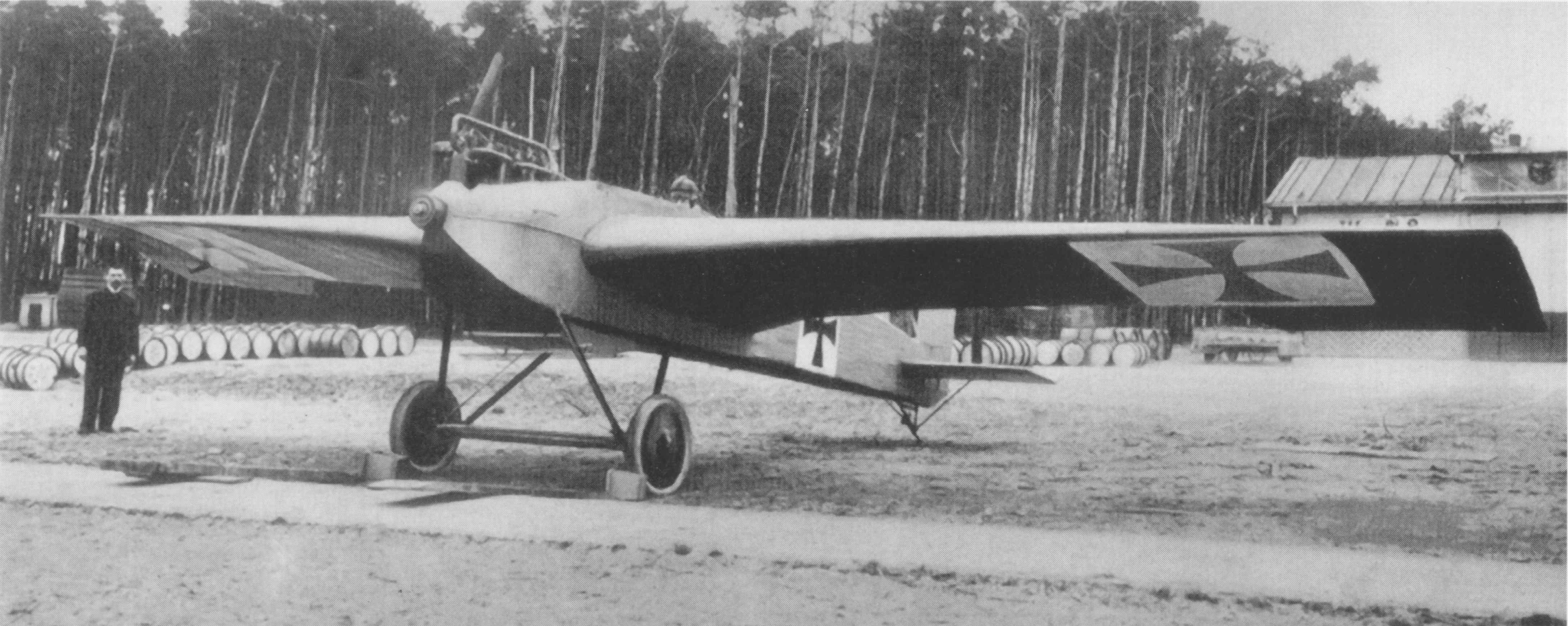
세계 최초의 실용적인 all-metal 구조의 비행기

Junkers J 1은 1915년 독일의 융커스(Junkers)사에서 제작한 세계 최초의 실용적인 all-metal 구조의 비행체이다. J 1은 Blechesel, 독일어로 양철 당나귀라는 뜻을 가진 별명을 갖고 있다. J 1이 개발되기 전인 세계 1차 대전 초기의 비행체들은 나무로 된 구조와 기체를 감싸기 위해 천을 씌우는 방식으로 만들어졌었다. 따라서 J 1의 발명은, 1903년 12월 라이트 형제가 "플라이어 1호"를 이용해 처음 비행했던 이후 12년 만의 비행 역사에 있어서 진정한 혁명이었다. 하지만 J 1은 IdFlieg와 Luftstreitkräfte로부터 공식적인 "E-series" 단엽기로 등록되지 못했는데, 그 이유는 이것이 금속으로 만들어진 비행체가 안전하게 비행할 수 있는지 증명하기 위해 만들어진 실험적인 비행체이기 때문이었다. 따라서 이 비행체는 공식적으로 융커스 사에서 지어준 모델 번호 J 1로 밖에 알려지지 못했다.

## 개발 과정
J 1을 개발하기 전, 휴고 융커스(Hugo Junkers)는 열량계의 한 종류의 발명과 내부 연소 엔진의 구조로 이미 그의 공학적 능력을 검증 받았었다. 1907년, 그는 처음 비행체에 흥미를 갖기 시작했고, 당시 Aachen에 있는 Technische Hochschule의 교수로 있던 한스 레이스너(Hans Reissner)의 비행체 구조 연구의 조수로 일하기 시작했다. 5년 후, 레이스너는 모두 금속으로 만들어진 꼬리날개를 주 날개 앞쪽에 다는 Canard형 디자인을 융커스의 도움을 받아 제작하기 시작했다. 이 디자인은 프랑스어로 '오리'라는 뜻을 가진 엔테(Ente)라고 별칭 되었다. 엔테를 만들기 위해 노력하던 융커스는 기체 디자인의 문제를 해결할 방법을 생각해냈다. 그 당시 많은 비행기들이 사용했던 디자인인 나무와 천으로 된 외부 버팀대는 많은 마찰력을 발생시켰는데, 이 외부 버팀대를 제거하고, 대신 버팀 구조를 날개 안에다 두었다. 1910년, 독일에서 그는 이러한 날개 디자인에 대한 특허를 취득했다.
1914년, 세계 1차 대전 발발을 촉진한 Archduke Franz Ferdinand의 암살 이후, 휴고 융커스와 융커스 사의 연구 기관(Forschungsanstalt)은 그의 디자인을 실현하고자 노력했다. 융커스는 그의 디자인과 레이스너의 엔테 디자인에서 모든 주된 기체 구조를 전부 금속으로 제작해야 한다는 결정을 내렸다. 하지만 비행 구조에 이상적인 합금인 두랄루민(duralumin)은 그보다 약 6년 전 독일에서 개발되었는데, 그 당시의 두랄루민은 쉽게 플레이킹하고, 금속장 형태에서 다른 원치 않는 특징들이 나타났다. 따라서 융커스는 두랄루민 대신 더 무거운 강철을 사용할 수 밖에 없었다.
1915년 7월, 융커스 사는 처음으로 독일 정부와 비행체 개발 계약(No. 96/7.17 A7/L)을 맺었다. 2인승 all-metal 비행체를 제작하는 것이었는데, 75 kW (100 hp) 엔진을 사용하여 최대 시속 130 km/h (81 mph), 날개 하중 50 kg/m² (10.2 lb/ft²)을 가져야 했다. 같은 해 9월, 융커스 사의 연구기관장이었던 오또 마데르(Otto Mader)와 융커스 사의 구조재 및 테스팅 부서장이었던 한스 스테델(Hans Steudel)은 J 1의 디자인을 연구하기 시작했고, 같은 해 11월, J 1이 완성되었다.

## 제원
다음은 Junkers: An Aircraft Album에 실린 Junkers J 1에 대한 상세정보이다.
- 승무원 : 조종사 1명, 승무원 1명
- 기장(Length) : 8.64 m (28 ft 4 in)
- 기폭 : 12.92 m (42 ft 5 in)
- 높이 : 2.49 m (8 ft 2 in)
- 넓이 : 24.34 m²(262 ft)
- 경하 중량 : 920.3 kg (2,029 lb)
- 최대이률중량 : 1,080 kg (2,381 lb)
- 엔진 : Mercedes D.II (6기통 수냉식 직렬 피스톤, 최대 90kW (120 hp))
- 최고 속도 : 170 km/h (106 mph)

## 참고자료

### 참고 문헌
- Grosz, Peter and Gerard Terry. "The Way to the World's First All-Metal Fighter", AirEnthusiast Twenty-Five, 1984, Pilot Press, pp. 60–63. ISSN 0143-5450.
- Wagner, Ray and Heinz Nowarra. German Combat Planes: A Comprehensive Survey and History of the Development of German Military Aircraft from 1914 to 1945. New York: Doubleday, 1971.